# Vitrinula chaunax
Vitrinula chaunax foi uma espécie de gastrópodes da família Ariophantidae.
Foi endémica do Japão.